# 1433
Portal Geschichte | Portal Biografien | Aktuelle Ereignisse | Jahreskalender | Tagesartikel

◄ |
14. Jahrhundert |
15. Jahrhundert
| 16. Jahrhundert | ►

◄ |
1400er |
1410er |
1420er |
1430er
| 1440er | 1450er | 1460er | ►

◄◄ |
◄ |
1429 |
1430 |
1431 |
1432 |
1433
| 1434 | 1435 | 1436 | 1437 | ► | ►►
Staatsoberhäupter  · Nekrolog
| Januar | Januar | Januar | Januar | Januar | Januar | Januar | Januar |
| Kw     | Mo     | Di     | Mi     | Do     | Fr     | Sa     | So     |
| ------ | ------ | ------ | ------ | ------ | ------ | ------ | ------ |
| 1      |        |        |        | 1      | 2      | 3      | 4      |
| 2      | 5      | 6      | 7      | 8      | 9      | 10     | 11     |
| 3      | 12     | 13     | 14     | 15     | 16     | 17     | 18     |
| 4      | 19     | 20     | 21     | 22     | 23     | 24     | 25     |
| 5      | 26     | 27     | 28     | 29     | 30     | 31     |        |

| Februar | Februar | Februar | Februar | Februar | Februar | Februar | Februar |
| Kw      | Mo      | Di      | Mi      | Do      | Fr      | Sa      | So      |
| ------- | ------- | ------- | ------- | ------- | ------- | ------- | ------- |
| 5       |         |         |         |         |         |         | 1       |
| 6       | 2       | 3       | 4       | 5       | 6       | 7       | 8       |
| 7       | 9       | 10      | 11      | 12      | 13      | 14      | 15      |
| 8       | 16      | 17      | 18      | 19      | 20      | 21      | 22      |
| 9       | 23      | 24      | 25      | 26      | 27      | 28      |         |

| März | März | März | März | März | März | März | März |
| Kw   | Mo   | Di   | Mi   | Do   | Fr   | Sa   | So   |
| ---- | ---- | ---- | ---- | ---- | ---- | ---- | ---- |
| 9    |      |      |      |      |      |      | 1    |
| 10   | 2    | 3    | 4    | 5    | 6    | 7    | 8    |
| 11   | 9    | 10   | 11   | 12   | 13   | 14   | 15   |
| 12   | 16   | 17   | 18   | 19   | 20   | 21   | 22   |
| 13   | 23   | 24   | 25   | 26   | 27   | 28   | 29   |
| 14   | 30   | 31   |      |      |      |      |      |

| April | April | April | April | April | April | April | April |
| Kw    | Mo    | Di    | Mi    | Do    | Fr    | Sa    | So    |
| ----- | ----- | ----- | ----- | ----- | ----- | ----- | ----- |
| 14    |       |       | 1     | 2     | 3     | 4     | 5     |
| 15    | 6     | 7     | 8     | 9     | 10    | 11    | 12    |
| 16    | 13    | 14    | 15    | 16    | 17    | 18    | 19    |
| 17    | 20    | 21    | 22    | 23    | 24    | 25    | 26    |
| 18    | 27    | 28    | 29    | 30    |       |       |       |

| Mai | Mai | Mai | Mai | Mai | Mai | Mai | Mai |
| Kw  | Mo  | Di  | Mi  | Do  | Fr  | Sa  | So  |
| --- | --- | --- | --- | --- | --- | --- | --- |
| 18  |     |     |     |     | 1   | 2   | 3   |
| 19  | 4   | 5   | 6   | 7   | 8   | 9   | 10  |
| 20  | 11  | 12  | 13  | 14  | 15  | 16  | 17  |
| 21  | 18  | 19  | 20  | 21  | 22  | 23  | 24  |
| 22  | 25  | 26  | 27  | 28  | 29  | 30  | 31  |

| Juni | Juni | Juni | Juni | Juni | Juni | Juni | Juni |
| Kw   | Mo   | Di   | Mi   | Do   | Fr   | Sa   | So   |
| ---- | ---- | ---- | ---- | ---- | ---- | ---- | ---- |
| 23   | 1    | 2    | 3    | 4    | 5    | 6    | 7    |
| 24   | 8    | 9    | 10   | 11   | 12   | 13   | 14   |
| 25   | 15   | 16   | 17   | 18   | 19   | 20   | 21   |
| 26   | 22   | 23   | 24   | 25   | 26   | 27   | 28   |
| 27   | 29   | 30   |      |      |      |      |      |

| Juli | Juli | Juli | Juli | Juli | Juli | Juli | Juli |
| Kw   | Mo   | Di   | Mi   | Do   | Fr   | Sa   | So   |
| ---- | ---- | ---- | ---- | ---- | ---- | ---- | ---- |
| 27   |      |      | 1    | 2    | 3    | 4    | 5    |
| 28   | 6    | 7    | 8    | 9    | 10   | 11   | 12   |
| 29   | 13   | 14   | 15   | 16   | 17   | 18   | 19   |
| 30   | 20   | 21   | 22   | 23   | 24   | 25   | 26   |
| 31   | 27   | 28   | 29   | 30   | 31   |      |      |

| August | August | August | August | August | August | August | August |
| Kw     | Mo     | Di     | Mi     | Do     | Fr     | Sa     | So     |
| ------ | ------ | ------ | ------ | ------ | ------ | ------ | ------ |
| 31     |        |        |        |        |        | 1      | 2      |
| 32     | 3      | 4      | 5      | 6      | 7      | 8      | 9      |
| 33     | 10     | 11     | 12     | 13     | 14     | 15     | 16     |
| 34     | 17     | 18     | 19     | 20     | 21     | 22     | 23     |
| 35     | 24     | 25     | 26     | 27     | 28     | 29     | 30     |
| 36     | 31     |        |        |        |        |        |        |

| September | September | September | September | September | September | September | September |
| Kw        | Mo        | Di        | Mi        | Do        | Fr        | Sa        | So        |
| --------- | --------- | --------- | --------- | --------- | --------- | --------- | --------- |
| 36        |           | 1         | 2         | 3         | 4         | 5         | 6         |
| 37        | 7         | 8         | 9         | 10        | 11        | 12        | 13        |
| 38        | 14        | 15        | 16        | 17        | 18        | 19        | 20        |
| 39        | 21        | 22        | 23        | 24        | 25        | 26        | 27        |
| 40        | 28        | 29        | 30        |           |           |           |           |

| Oktober | Oktober | Oktober | Oktober | Oktober | Oktober | Oktober | Oktober |
| Kw      | Mo      | Di      | Mi      | Do      | Fr      | Sa      | So      |
| ------- | ------- | ------- | ------- | ------- | ------- | ------- | ------- |
| 40      |         |         |         | 1       | 2       | 3       | 4       |
| 41      | 5       | 6       | 7       | 8       | 9       | 10      | 11      |
| 42      | 12      | 13      | 14      | 15      | 16      | 17      | 18      |
| 43      | 19      | 20      | 21      | 22      | 23      | 24      | 25      |
| 44      | 26      | 27      | 28      | 29      | 30      | 31      |         |

| November | November | November | November | November | November | November | November |
| Kw       | Mo       | Di       | Mi       | Do       | Fr       | Sa       | So       |
| -------- | -------- | -------- | -------- | -------- | -------- | -------- | -------- |
| 44       |          |          |          |          |          |          | 1        |
| 45       | 2        | 3        | 4        | 5        | 6        | 7        | 8        |
| 46       | 9        | 10       | 11       | 12       | 13       | 14       | 15       |
| 47       | 16       | 17       | 18       | 19       | 20       | 21       | 22       |
| 48       | 23       | 24       | 25       | 26       | 27       | 28       | 29       |
| 49       | 30       |          |          |          |          |          |          |

| Dezember | Dezember | Dezember | Dezember | Dezember | Dezember | Dezember | Dezember |
| Kw       | Mo       | Di       | Mi       | Do       | Fr       | Sa       | So       |
| -------- | -------- | -------- | -------- | -------- | -------- | -------- | -------- |
| 49       |          | 1        | 2        | 3        | 4        | 5        | 6        |
| 50       | 7        | 8        | 9        | 10       | 11       | 12       | 13       |
| 51       | 14       | 15       | 16       | 17       | 18       | 19       | 20       |
| 52       | 21       | 22       | 23       | 24       | 25       | 26       | 27       |
| 53       | 28       | 29       | 30       | 31       |          |          |          |

| Januar | Januar | Januar | Januar | Januar | Januar | Januar | Januar |
| Kw     | Mo     | Di     | Mi     | Do     | Fr     | Sa     | So     |
| ------ | ------ | ------ | ------ | ------ | ------ | ------ | ------ |
| 1      |        |        |        | 1      | 2      | 3      | 4      |
| 2      | 5      | 6      | 7      | 8      | 9      | 10     | 11     |
| 3      | 12     | 13     | 14     | 15     | 16     | 17     | 18     |
| 4      | 19     | 20     | 21     | 22     | 23     | 24     | 25     |
| 5      | 26     | 27     | 28     | 29     | 30     | 31     |        |

| Februar | Februar | Februar | Februar | Februar | Februar | Februar | Februar |
| Kw      | Mo      | Di      | Mi      | Do      | Fr      | Sa      | So      |
| ------- | ------- | ------- | ------- | ------- | ------- | ------- | ------- |
| 5       |         |         |         |         |         |         | 1       |
| 6       | 2       | 3       | 4       | 5       | 6       | 7       | 8       |
| 7       | 9       | 10      | 11      | 12      | 13      | 14      | 15      |
| 8       | 16      | 17      | 18      | 19      | 20      | 21      | 22      |
| 9       | 23      | 24      | 25      | 26      | 27      | 28      |         |

| März | März | März | März | März | März | März | März |
| Kw   | Mo   | Di   | Mi   | Do   | Fr   | Sa   | So   |
| ---- | ---- | ---- | ---- | ---- | ---- | ---- | ---- |
| 9    |      |      |      |      |      |      | 1    |
| 10   | 2    | 3    | 4    | 5    | 6    | 7    | 8    |
| 11   | 9    | 10   | 11   | 12   | 13   | 14   | 15   |
| 12   | 16   | 17   | 18   | 19   | 20   | 21   | 22   |
| 13   | 23   | 24   | 25   | 26   | 27   | 28   | 29   |
| 14   | 30   | 31   |      |      |      |      |      |

| April | April | April | April | April | April | April | April |
| Kw    | Mo    | Di    | Mi    | Do    | Fr    | Sa    | So    |
| ----- | ----- | ----- | ----- | ----- | ----- | ----- | ----- |
| 14    |       |       | 1     | 2     | 3     | 4     | 5     |
| 15    | 6     | 7     | 8     | 9     | 10    | 11    | 12    |
| 16    | 13    | 14    | 15    | 16    | 17    | 18    | 19    |
| 17    | 20    | 21    | 22    | 23    | 24    | 25    | 26    |
| 18    | 27    | 28    | 29    | 30    |       |       |       |

| Mai | Mai | Mai | Mai | Mai | Mai | Mai | Mai |
| Kw  | Mo  | Di  | Mi  | Do  | Fr  | Sa  | So  |
| --- | --- | --- | --- | --- | --- | --- | --- |
| 18  |     |     |     |     | 1   | 2   | 3   |
| 19  | 4   | 5   | 6   | 7   | 8   | 9   | 10  |
| 20  | 11  | 12  | 13  | 14  | 15  | 16  | 17  |
| 21  | 18  | 19  | 20  | 21  | 22  | 23  | 24  |
| 22  | 25  | 26  | 27  | 28  | 29  | 30  | 31  |

| Juni | Juni | Juni | Juni | Juni | Juni | Juni | Juni |
| Kw   | Mo   | Di   | Mi   | Do   | Fr   | Sa   | So   |
| ---- | ---- | ---- | ---- | ---- | ---- | ---- | ---- |
| 23   | 1    | 2    | 3    | 4    | 5    | 6    | 7    |
| 24   | 8    | 9    | 10   | 11   | 12   | 13   | 14   |
| 25   | 15   | 16   | 17   | 18   | 19   | 20   | 21   |
| 26   | 22   | 23   | 24   | 25   | 26   | 27   | 28   |
| 27   | 29   | 30   |      |      |      |      |      |

| Juli | Juli | Juli | Juli | Juli | Juli | Juli | Juli |
| Kw   | Mo   | Di   | Mi   | Do   | Fr   | Sa   | So   |
| ---- | ---- | ---- | ---- | ---- | ---- | ---- | ---- |
| 27   |      |      | 1    | 2    | 3    | 4    | 5    |
| 28   | 6    | 7    | 8    | 9    | 10   | 11   | 12   |
| 29   | 13   | 14   | 15   | 16   | 17   | 18   | 19   |
| 30   | 20   | 21   | 22   | 23   | 24   | 25   | 26   |
| 31   | 27   | 28   | 29   | 30   | 31   |      |      |

| August | August | August | August | August | August | August | August |
| Kw     | Mo     | Di     | Mi     | Do     | Fr     | Sa     | So     |
| ------ | ------ | ------ | ------ | ------ | ------ | ------ | ------ |
| 31     |        |        |        |        |        | 1      | 2      |
| 32     | 3      | 4      | 5      | 6      | 7      | 8      | 9      |
| 33     | 10     | 11     | 12     | 13     | 14     | 15     | 16     |
| 34     | 17     | 18     | 19     | 20     | 21     | 22     | 23     |
| 35     | 24     | 25     | 26     | 27     | 28     | 29     | 30     |
| 36     | 31     |        |        |        |        |        |        |

| September | September | September | September | September | September | September | September |
| Kw        | Mo        | Di        | Mi        | Do        | Fr        | Sa        | So        |
| --------- | --------- | --------- | --------- | --------- | --------- | --------- | --------- |
| 36        |           | 1         | 2         | 3         | 4         | 5         | 6         |
| 37        | 7         | 8         | 9         | 10        | 11        | 12        | 13        |
| 38        | 14        | 15        | 16        | 17        | 18        | 19        | 20        |
| 39        | 21        | 22        | 23        | 24        | 25        | 26        | 27        |
| 40        | 28        | 29        | 30        |           |           |           |           |

| Oktober | Oktober | Oktober | Oktober | Oktober | Oktober | Oktober | Oktober |
| Kw      | Mo      | Di      | Mi      | Do      | Fr      | Sa      | So      |
| ------- | ------- | ------- | ------- | ------- | ------- | ------- | ------- |
| 40      |         |         |         | 1       | 2       | 3       | 4       |
| 41      | 5       | 6       | 7       | 8       | 9       | 10      | 11      |
| 42      | 12      | 13      | 14      | 15      | 16      | 17      | 18      |
| 43      | 19      | 20      | 21      | 22      | 23      | 24      | 25      |
| 44      | 26      | 27      | 28      | 29      | 30      | 31      |         |

| November | November | November | November | November | November | November | November |
| Kw       | Mo       | Di       | Mi       | Do       | Fr       | Sa       | So       |
| -------- | -------- | -------- | -------- | -------- | -------- | -------- | -------- |
| 44       |          |          |          |          |          |          | 1        |
| 45       | 2        | 3        | 4        | 5        | 6        | 7        | 8        |
| 46       | 9        | 10       | 11       | 12       | 13       | 14       | 15       |
| 47       | 16       | 17       | 18       | 19       | 20       | 21       | 22       |
| 48       | 23       | 24       | 25       | 26       | 27       | 28       | 29       |
| 49       | 30       |          |          |          |          |          |          |

| Dezember | Dezember | Dezember | Dezember | Dezember | Dezember | Dezember | Dezember |
| Kw       | Mo       | Di       | Mi       | Do       | Fr       | Sa       | So       |
| -------- | -------- | -------- | -------- | -------- | -------- | -------- | -------- |
| 49       |          | 1        | 2        | 3        | 4        | 5        | 6        |
| 50       | 7        | 8        | 9        | 10       | 11       | 12       | 13       |
| 51       | 14       | 15       | 16       | 17       | 18       | 19       | 20       |
| 52       | 21       | 22       | 23       | 24       | 25       | 26       | 27       |
| 53       | 28       | 29       | 30       | 31       |          |          |          |

## Ereignisse

### Politik und Weltgeschehen

#### Europa
- 15. Januar: Agnes von Baden, die schwangere Ehefrau von Herzog Gerhard VII. von Schleswig, Graf von Holstein, stürzt auf einer Treppe und die Wehen setzen ein. Am nächsten Tag bringt sie zwei gesunde 7-Monats-Kinder zur Welt. Da der offizielle Vollzug der Ehe jedoch erst am 5. Oktober des Vorjahres stattfand, führt der „Zwillingssturz von Gottorf“ zu Irritationen. Um die aufkommenden Gerüchte zu stoppen, erklärt Gerhard VII. im Schloss Gottorf und später im Schleswiger Dom, er sei der Vater, wobei ihn sein Mitregent und Bruder Adolf VIII. unterstützt. Doch die Angelegenheit nimmt den Herzog so sehr mit, dass im Februar eine alte Lungenkrankheit bei ihm wieder ausbricht, an der er am 24. Juli auf der Rückreise von einer Kur in Baden-Baden bei Emmerich stirbt. Adolf VIII. verweigert Agnes die Rückreise nach Schleswig und verweigert ihren Kindern das Erbe der Schauenburger. Agnes kehrt nach Baden zurück, wo sie von ihrem Bruder Jakob I. für den Rest ihres Lebens interniert wird.

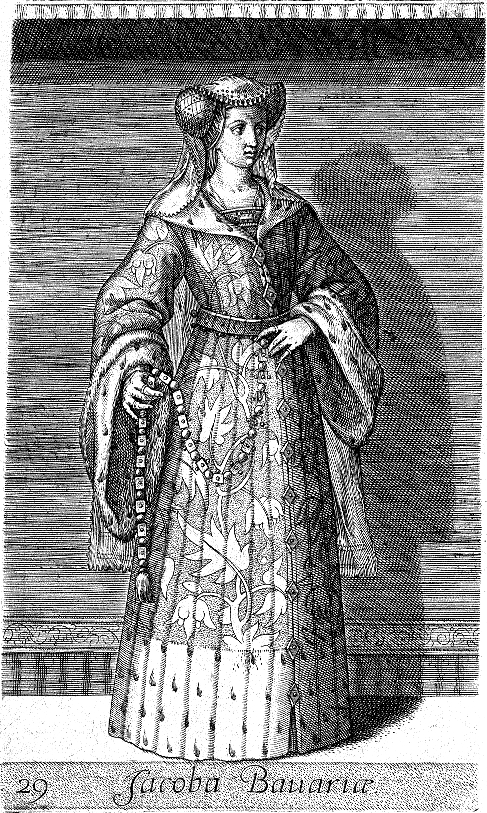
Jakobäa (aus Michiel Vosmeer, Principes Hollandiae et Zelandiae, Antwerpen 1578)

- 12. April: Im Haager Vertrag muss Jakobäa von Straubing-Holland die Grafschaften Holland, Zeeland, Friesland und Hennegau an Philipp von Burgund abtreten. Philipp, der von Jakobäas Onkel Johann III. gegen ihren Willen als Erbe eingesetzt worden ist, hat ihren Ehemann Frank van Borselen gefangen genommen und verlangt für dessen Freilassung die von Jakobäa beanspruchten Gebiete.
- Im Fürstentum Braunschweig-Wolfenbüttel wird mit dem „Receß vom 17. Mai 1433“ durch Heinrich den Friedsamen die Leibeigenschaft aufgehoben.
- 31. Mai: Nachdem er sich mit Papst Eugen IV. ausgesöhnt und sich zur Ausrottung der Ketzerei in Böhmen verpflichtet hat, wird König Sigismund in Rom zum Kaiser des Heiligen Römischen Reichs gekrönt, fast 22 Jahre nach seiner Wahl zum römisch-deutschen König. Kaspar Schlick wird sein Reichskanzler. Er ist der erste Amtsinhaber, der Laie und bürgerlicher Herkunft ist.
- 14. August: Nach dem Tode Johanns I. besteigt in Portugal dessen Sohn Eduard den Thron.
- 21. September: Johann von Pfalz-Neumarkt schlägt in der Schlacht bei Hiltersried die Taboriten, die seit einiger Zeit die Oberpfalz plündern. Es bleibt die einzige größere Schlacht, die die militärisch gut organisierten Hussiten verlieren. Die Niederlage bei Hiltersried führt zu internen Streitereien unter den Hussiten. Der seit langem schwelende Konflikt zwischen den radikalen Taboriten und den gemäßigten Calixtinern bricht erneut aus. Die Hussitenbewegung bricht auseinander, das Ende der Hussitenkriege rückt näher.
- 31. Oktober: Die Republik Gersau wird als reichsunmittelbares Gebiet formal unabhängig.

#### Afrika
- Das zerfallende Malireich muss Timbuktu aufgeben.
- Takla Mariam, Negus Negest in Äthiopien aus der Solomonischen Dynastie, stirbt nach dreijähriger Herrschaft. Nachfolger wird sein Sohn Sarwe Jesus. Doch dieser regiert nur wenige Monate, ehe er an der Pest stirbt. Neuer Negus wird sein jüngerer Bruder Amda Jesus.

#### Asien
- Lue Sai, Herrscher des laotischen Königreichs von Lan Xang, begeht unter dem Einfluss seiner Tante Keo Phim Fa in den Palastgärten von Luang Phrabang Suizid. Sein Nachfolger wird Khai Bua Ban.
- Lê Lợi, Kaiser von Vietnam stirbt. Da sein ältester Sohn Lê Tư Tề „aufgrund mangelnder charakterlicher Eignung“ von der Nachfolge ausgeschlossen worden ist, besteigt sein jüngerer Sohn Lê Thái Tông im Alter von zehn Jahren den Thron. Formal regiert der minderjährige Herrscher ohne Regenten. Tatsächlich führen die Regierungsgeschäfte die alten Weggefährten seines Vaters, die als Militärführer unter ihm Karriere gemacht haben.

### Religion und Kultur
- 30. November: Die böhmischen Stände vereinbaren mit dem Konzil von Basel die Prager Kompaktaten, die bestimmte Abweichungen in Glaubenssachen zulassen. Am 15. Dezember erkennt Papst Eugen IV. auf Drängen Kaiser Sigismunds mit der Bulle Dudum sacrum das Konzil wieder als rechtmäßig an.
- Nikolaus von Kues legt sein Werk De concordantia catholica dem Konzil von Basel vor.
- Winnemar Gruters von Wachtendonk wird Generalvikar des Erzbischofs von Köln.
- Der Südturm des Stephansdoms in Wien wird fertiggestellt.

## Geboren

### Geburtsdatum gesichert
- 15. Juli: Michael Hildebrand, Erzbischof von Riga († 1509)
- 17. September: Jaime de Portugal, portugiesischer Kardinal und Erzbischof von Lissabon († 1459)
- 21. September: Guillaume Fichet, französischer Gelehrter, Rektor und Bibliothekar der Universität Sorbonne († um 1480)
- 27. September: Stanisław Kazimierczyk, polnischer Ordensgeistlicher, Pfarrer und Prediger († 1489)
- 19. Oktober: Bernardo Bembo, venezianischer Diplomat († 1519)
- 19. Oktober: Marsilio Ficino, italienischer Humanist, Philosoph, Arzt und Übersetzer († 1499)
- 10. November: Karl der Kühne, letzter Herzog von Burgund († 1477)

### Genaues Geburtsdatum unbekannt
- Jacques d’Armagnac, französischer Adliger, Herzog von Nemours († 1477)
- Charles II. de Bourbon, französischer Herzog von Bourbon und Auvergne, Erzbischof von Lyon († 1488)
- Georg von Baden, deutscher Adliger, Bischof von Metz († 1484)
- Marcin Bylica, polnischer Astronom und Astrologe († 1493)
- Palamède de Forbin, französischer Adliger († 1508)
- Robert Gaguin, französischer Renaissance-Humanist und Philosoph († 1501)
- Giovanni Giocondo, italienischer Dominikaner, Humanist, Altertumsforscher und Architekt († 1515)
- Ladislaus Hunyadi, ungarischer Politiker († 1457)
- Hamameddin Mirchond, persischer Geschichtsschreiber († 1495)
- Jobst Nikolaus I., deutscher Graf in der Grafschaft Hohenzollern († 1488)
- Guillaume de Rochefort, Kanzler von Frankreich († 1492)
- Marco Zoppo, italienischer Maler († 1478)

### Geboren um 1433
- Isaac II. Aboab, jüdischer Autor, Rabbiner, galt als letzter Gaon Kastiliens († 1495)
- Eleonore von Schottland, schottische Prinzessin, Erzherzogin von Tirol († 1480)
- George Neville, englischer Lordkanzler und Erzbischof von York († 1476)

## Gestorben

### Todesdatum gesichert
- 17. März: Nikolaus von Dinkelsbühl, deutscher Theologe (* um 1360)
- 14. April: Lidwina von Schiedam, niederländische katholische Heilige (* 1380)
- 26. April: Hermann Westphal, Ratsherr der Hansestadt Hamburg
- April: Jean I. de Neufchâtel, burgundischer Militär und Diplomat (* 1378/79)
- 18. Mai: Nikolaus von der Lippe, Bürgermeister von Stralsund
- 1. Juni: Jakob II., Graf von Urgell (* 1380)
- 20. Juli: Jón Gerreksson, Bischof von Skálholt im Süden Islands (* um 1378)
- 24. Juli: Gerhard VII., Graf von Holstein und Prätendent von Schleswig (* 1404)
- 31. Juli: Konrad von Arnsberg, Weihbischof in Köln
- 1. August: Burkhard Zibol, Basler Politiker und Wohltäter (* vor 1375)

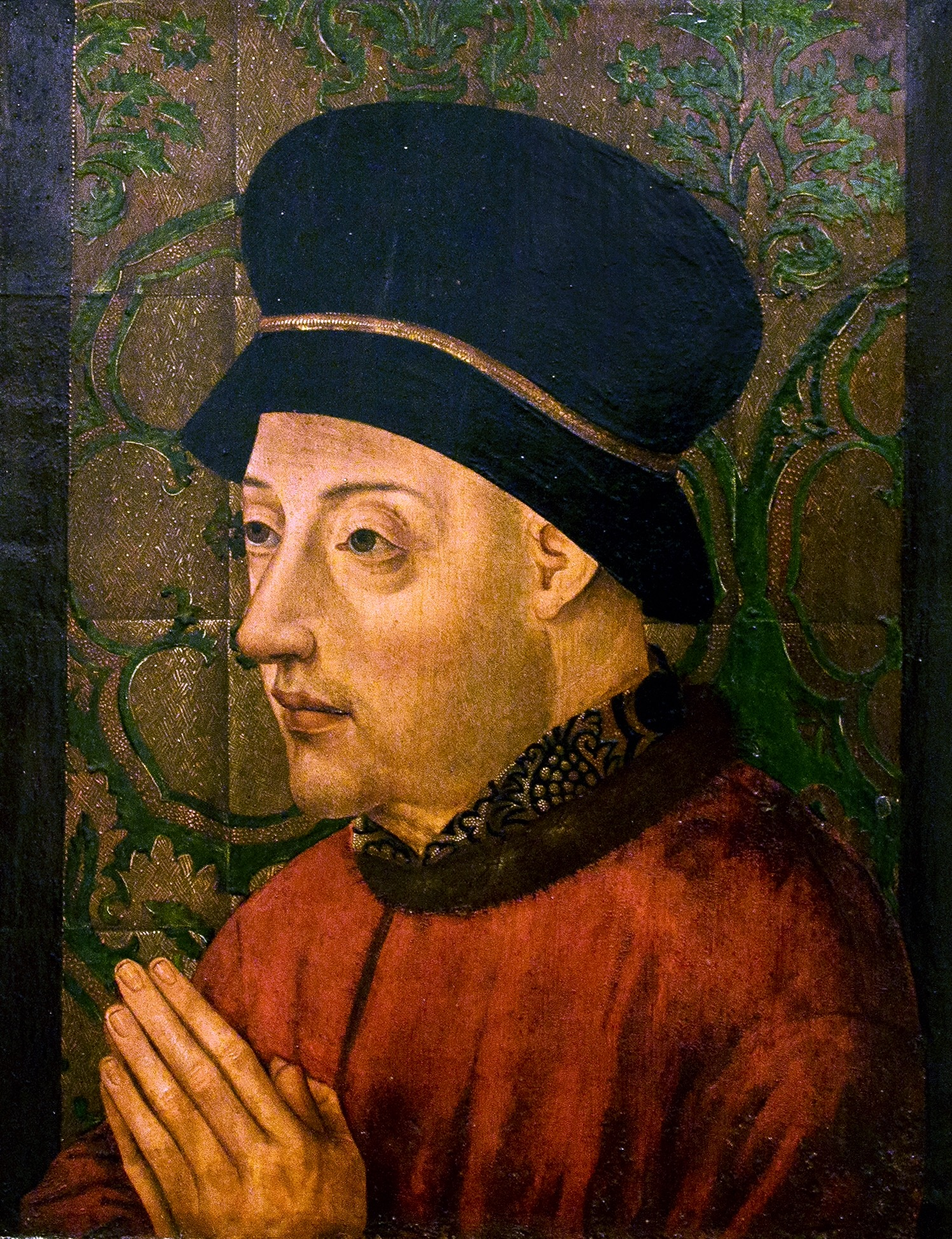
Johann I. von Portugal

- 14. August: Johann I., König von Portugal (* 1357)
- 31. August: Peter I., Graf von Brienne und Conversano sowie Graf von Saint-Pol (* 1390)
- 22. September: Zweder van Culemborg, Bischof von Utrecht
- 28. September: Olivier de Châtillon, Graf von Penthièvre, Vizegraf von Limoges, Herr von Avesnes, Landrecies etc.
- 28. September: Přemysl I., Herzog von Troppau und Leobschütz (* um 1365)
- 1. Dezember: Go-Komatsu, Kaiser von Japan (* 1377)
- 5. Dezember: Engelbert Wusterwitz, deutscher Chronist der märkischen Geschichte (* um 1385)

### Genaues Todesdatum unbekannt
- Juni: Jean I. de Brosse, französischer Adliger und Militär (* 1375)
- Alain Chartier, französischer Diplomat und Dichter (* 1385)
- Lê Lợi, Kaiser von Vietnam (* 1385)
- Sibet Lubben, ostfriesischer Häuptling
- Lue Sai, Herrscher des laotischen Königreichs Lan Xang
- Heinrich Meteler, Lübecker Kaufmann, Ratsherr und Mitbegründer der Zirkelgesellschaft
- Sarwe Jesus, Negus negest von Äthiopien
- Takla Mariam, Negus negest von Äthiopien

### Gestorben um 1433
- 1432/33: Khamtam, Herrscher des laotischen Königreichs Lan Xang